# Нярпысья
Нярпысья (устар. Нярпысь-Я) — река в России, протекает по Берёзовскому району Ханты-Мансийского АО. Устье реки находится в 32 км по левому берегу реки Усья. Длина реки составляет 27 км. В 8 км от устья по правому берегу реки впадает река Кел-Бата-Я.

## Данные водного реестра
По данным государственного водного реестра России относится к Нижнеобскому бассейновому округу, водохозяйственный участок реки — Северная Сосьва, речной подбассейн реки — Северная Сосьва. Речной бассейн реки — (Нижняя) Обь от впадения Иртыша.
Код объекта в государственном водном реестре — 15020200112115300028107.